# アルバニアの世界遺産
アルバニアの世界遺産（アルバニアのせかいいさん）はユネスコの世界遺産に登録されているアルバニア国内の文化・自然遺産の一覧。

## 文化遺産
- ブトリント - (1992年)
- ベラトとジロカストラの歴史地区群 - (2005年、2008年拡大)

## 自然遺産
- カルパティア山脈とヨーロッパ各地の古代及び原生ブナ林 - （2007年、2011年・2017年・2021年拡大。アルバニアへの拡大は2017年）

## 複合遺産
- オフリド地域の自然・文化遺産 - （1979年、1980年・2019年拡大。アルバニアへの拡大は2019年）